# Дежазе, Виржини
Полин-Вирджини Дежазе (фр. Pauline-Virginie Déjazet; 30 августа 1798, Париж — 1 декабря 1875, Бельвиль) — французская комедийная актриса, сценическая карьера которой продолжалась около семидесяти лет.

## Биография
Тринадцатый и последний ребёнок в семье бедного портного. В шесть лет дебютировала на сцене как танцовщица и имела большой успех. В четырнадцать выступила в первой большой хара́ктерной роли. Играла в театре Жимназ. Прославилась как актриса, успешно игравшая в мужском костюме, и до шестьдесяти лет исполняла роли мальчиков. В 1831—1844 годах играла в театре Пале-Рояль, и именно ей театр был обязан в значительной мере своим успехом. В 1844 году Дежазе уехала в провинцию, потом вернулась в Париж, продолжала играть в различных театрах до глубокой старости. В конце жизни была директором театра «Дежазе Фоли» (открыт в 1859), располагавшегося на бульваре Тампль. В последний раз вышла на сцену в 1875 году в благотворительном спектакле. Для Дежазе специально писали Скриб и Сарду. 